# Pseudoraphis
Pseudoraphis là một chi thực vật có hoa trong họ Hòa thảo (Poaceae).

## Loài
Chi Pseudoraphis gồm các loài: